# Alicia Encinas
Irma Alicia Encinas Cano (Tónichi, Sonora, 24 de abril de 1954), conocida como Alicia Encinas, es una actriz mexicana,  especialmente conocida por sus participaciones en películas protagonizadas por el actor cómico Gaspar Henaine "Capulina".

## Biografía
Irma Alicia Encinas Cano nació el 24 de abril de 1954 en Tónichi, comisaría del municipio de Soyopa, Sonora. Se hizo conocida en 1972 por ser una de las candidatas al Rostro del Heraldo de México, premio que finalmente ganó Lucía Méndez. Sin embargo, Alicia logró ser coronada al año siguiente, en 1973. Desde allí comenzó una ascendente carrera de actriz, que abarcó diversas películas como La amargura de mi raza, Sangre derramada, Tempestad, Divinas palabras, El sexo de los ricos, Carlos el terrorista, Semilla de odio y Sin ton ni Sonia, entre muchas otras. 
A finales de los 70 debutó en televisión en la telenovela Rina. Después de esto continuó colaborando en las telenovelas del productor Valentín Pimstein, entre ellas Viviana, Soledad, Amalia Batista, Los años felices y Rosa salvaje. También participó en la primera telenovela de Lucy Orozco, El pecado de Oyuki. Durante la década de los 80, fue la profesora de inglés Miss Evergreen en la serie Cachún cachún ra ra!, quien fue de los pocos personajes que se mantuvieron en toda la serie, desde su inicio en 1981 hasta 1987.
A finales de los 80, Alicia abandona la televisión y se dedica al cine, al cual se volcó exclusivamente durante toda la década de los 90 y parte de 2000. Más adelante, en 2007 Nicandro Díaz la invita a regresar a la televisión con el papel de Bárbara en la telenovela Destilando amor. El mismo año realizó una aparición especial en la telenovela La fea más bella.
En 2009 la actriz celebró 35 años de carrera artística con la puesta en escena Más arriba... el cielo, dirigida por Sergio Galindo, en la que Alicia interpretó a Altagracia una anciana que junto a su esposo recuerda cómo los desalojaron a la fuerza de su hogar. Según la actriz: "Fui la imagen sexy en películas y obras de teatro durante mucho tiempo, por lo que interpretar un personaje serio y de edad avanzada me daba miedo (...) pero acepté porque deseaba celebrar mis 35 años de carrera con algo diferente, con un trabajo que me implicara un reto y me sorprendiera. Pensé que mi público podría alejarse al ver que yo había cambiado de giro, pero al contrario, han recibido muy bien esta propuesta".
En 2010 apareció en la película Ser, de la directora Carolina Duarte.

## Filmografía

### Telenovelas
- Muchacha italiana viene a casarse (2014) - Livia Alarcón
- Corazón indomable (2013) - Herminia
- Destilando amor (2007) - Bárbara de Torreblanca
- La fea más bella (2006-2007) - Matilde
- El pecado de Oyuki (1988) - Reyna Lemons
- Rosa salvaje (1987-1988) - Lulú Carrillo
- Los años felices (1984-1985) - Celeste
- Amalia Batista (1983-1984) - Viviana Durán
- Soledad (1980-1981) - Marian Monterani
- Viviana (1978-1979) - Alicia
- Rina (1977) - Gisela
- Ven conmigo (1975-1976)

### Series de TV
- Esta historia me suena (2020-2022)
- Como dice el dicho (2012-2017-presente) - Gabriela/Claudette (dos episodios)
- La rosa de Guadalupe (2008-2010-presente) - Pura (Joven)/Raquel (dos episodios)
- Cachún cachún ra ra! (1981-1987) - Mrs. Evergreen

### Películas
- El callejón (2017) - Carlita
- Princesas de cartón (2014) - Sonia
- Ser (2010) - Bertha
- Sin ton ni Sonia (2003) - Tigresca
- Simón, el gran varón (2002)
- La banda del Antrax (2002) - Julieta
- A sangre fría (2002) - Irene
- Semilla de odio (2000) - Carolina
- Las tranzas de mi pueblo (1999)
- Horas amargas (1999)
- Regreso sangriento (1998)
- La sangre al río (1996)
- A oscuras me da risa (1995)
- El ganador (1992)
- Garra de tigre (1989)
- Persecución en Las Vegas: "Volveré" (1987) - Debbie
- Cacería de traficantes (1987)
- El último traficante (1987)
- La bruja de la vecindad (1987)
- Sinvergüenza pero honrado (1985)
- El rey del masaje (1985) - Gringa
- Jugándose la vida (1984)
- Cachún cachún ra ra! (Una loca, loca preparatoria) (1984) - Mrs. Evergreen
- El traficante II (1984)
- Los humillados (1984)
- El traficante (1983)
- La venganza de María (1983)
- Los hijos de Peralvillo (1983)
- Un verdadero trinquitero (1982) - Sarah
- El extraño hijo del Sheriff (1982)
- La cabra / La chèvre (1981)
- El sexo de los ricos (Triunfo sucio) (1981) - Susan
- Juan el enterrador (1981)
- La cosecha de mujeres (1981)
- El sátiro (1981)
- Sólo para damas (1981)
- Tetakawi (1980)
- Nuestro juramento (1980) - Elsa
- Carlos el terrorista (1979) - Esposa de Carlos
- El circo de Capulina (1978)
- The Bees (1978) - Alicia
- Tempestad (1978)
- Divinas palabras (1977)
- Ultraje a una mujer (1977) - Kathy
- Dios los cría (1977)
- El moro de Cumpas (1977) - La Güera
- En defensa propia (1977) - Rocío
- El guía de las turistas (1976)
- El niño y la estrella (1976)
- El trinquetero (1976)
- Sangre derramada (1975) - Laura
- El investigador Capulina (1975) - Lupita
- Las momias de San Ángel (1975)
- El sonámbulo (1974)
- El carita (1974)
- El primer paso... de la mujer (1974)
- Santo y Blue Demon vs. Drácula y el Hombre Lobo (1973)
- La amargura de mi raza (1972) - Carla

### Teatro
- La Fiaca (2017)
- Más arriba... el cielo (2009)